# Minardi M187
Der Minardi M187 war ein von Giacomo Caliri entworfener Formel 1-Wagen, der von Minardi für die Formel-1-Saison 1987 gebaut wurde. Gefahren wurde der Wagen vom spanischen Fahrer Adrian Campos und dem Italiener Alessandro Nannini. Mit dem M187 erzielte Minardi im Saisonverlauf keine Punkte. 

## Rennhistorie
Nannini war sowohl dem Wagen als auch dem übergewichtigen, untermotorisierten Motori Moderni V6-Turbolader durchweg überlegen. Er wurde vom Wagen enttäuscht und beendete während der Saison nur drei Rennen. Seine Leistungen waren so gut, dass er für Formel-1-Saison 1988  vom Benetton-Team mit den Saugmotoren des Werks-Ford-V8 unter Vertrag genommen wurde. Der kettenrauchende Italiener erzielte in dieser Saison keine Punkte, aber die meisten waren sich einig, dass dies eher am Auto als am Fahrer lag, und seine Leistungen für Benetton von 1988 bis 1990 würden dies bestätigen.
Leider konnte man das nicht von Campos sagen, der dem Team deutlich mehr Geld einbrachte als ein Formel-1-Fahrer. Viele, darunter auch der BBC-Kommentator Murray Walker, bemerkten mehrfach, dass Campos im Grand-Prix-Sport überfordert war. Der Spanier wurde im Eröffnungsrennen des Großen Preises von Brasilien 1987 disqualifiziert, weil er nach einem Abwürgen zu Beginn der Aufwärmrunde andere Autos überholt hatte, um seine Startposition einzunehmen. Beim Großen Preis von Monaco 1987 startete er wegen eines Unfalls vor dem Start nicht und erreichte bei seinem Heimrennen, dem Großen Preis von Spanien 1987, seinen einzigen Saisonsieg: Er belegte den 14. Platz (vier Runden hinter dem Sieger Nigel Mansell). Der M187 war der letzte Minardi mit dem Motori Moderni-Motor. Das Ersatzauto des Teams fürLeider konnte man das nicht von Campos sagen, der dem Team deutlich mehr Geld einbrachte als ein Formel-1-Fahrer. Viele, darunter auch der BBC-Kommentator Murray Walker, bemerkten mehrfach, dass Campos im Grand-Prix-Sport überfordert war. Der Spanier wurde im Eröffnungsrennen des Großen Preises von Brasilien 1987 disqualifiziert, weil er nach einem Abwürgen zu Beginn der Aufwärmrunde andere Autos überholt hatte, um seine Startposition einzunehmen. Beim Großen Preis von Monaco 1987 startete er wegen eines Unfalls vor dem Start nicht und erreichte bei seinem Heimrennen, dem Großen Preis von Spanien 1987, seinen einzigen Saisonsieg: Er belegte den 14. Platz (vier Runden hinter dem Sieger Nigel Mansell). Der M187 war der letzte Minardi mit dem Motori Moderni-Motor. Das Ersatzauto des Teams für Formel-1-Saison 1988, der Minardi M188, sollte den Saugmotor Ford-Cosworth DFZ V8 verwenden.

## Lackierung
Der M187 behielt das schwarz-gelbe Farbschema der vorherigen Saisons bei und wurde von Simod gesponsert. Die Verpflichtung von Campos als Fahrer brachte ihm außerdem Sponsoring durch die spanische Jeansfirma Lois ein.